# Frédéric Guichen
Pour les articles homonymes, voir Guichen (homonymie).
(Jacques) Frédéric Guichen, dit Fred, est un accordéoniste breton, né à Quimper (Finistère) en 1972. Il est spécialisé dans la musique bretonne et se produit, avec son frère Jean-Charles Guichen notamment, en fest-noz ou en concert. Ils sont à la base du groupe de fest-noz Ar Re Yaouank, des jeunes célèbres dans les années 1990 pour leur énergie, apportant du dynamisme dans la musique traditionnelle.

## Biographie
Après avoir débuté la pratique de l'accordéon diatonique en 1985, Frédéric Guichen est à l'origine en 1986 de la création d'un des groupes les plus emblématiques des fest-noz bretons, Ar Re Yaouank (« les jeunes »), groupe phare des années 1990, jusqu'à sa dissolution en 1998. Il fut l'âme du groupe : membre fondateur avec son frère Jean-Charles, on lui doit de nombreuses compositions et arrangements. Il a également montré comment l'accordéon diatonique pouvait servir la rythmique d'un groupe de fest-noz, par exemple sur le plinn Ha dall ha dall daoned (album Breizh positive).
En parallèle des concerts et des albums avec le groupe, il joue dans diverses formations. Après la dissolution du groupe, il poursuit une carrière solo, en publiant notamment un album très personnel, aux sonorités irlandaises, La lune noire, enregistré en 1997. En 1999, il rejoint la formation « Celtic procession » du guitariste Jacques Pellen, dont un album live est enregistré à Rennes lors du festival Les Tombées de la nuit. En 2000, Fred et Jean-Charles sont invités à jouer sur l'album Back to Breizh d'Alan Stivell, considérés par la presse comme des « musiciens du cru ». Ils sont présents lors de la tournée, comme au festival des Vieilles Charrues.

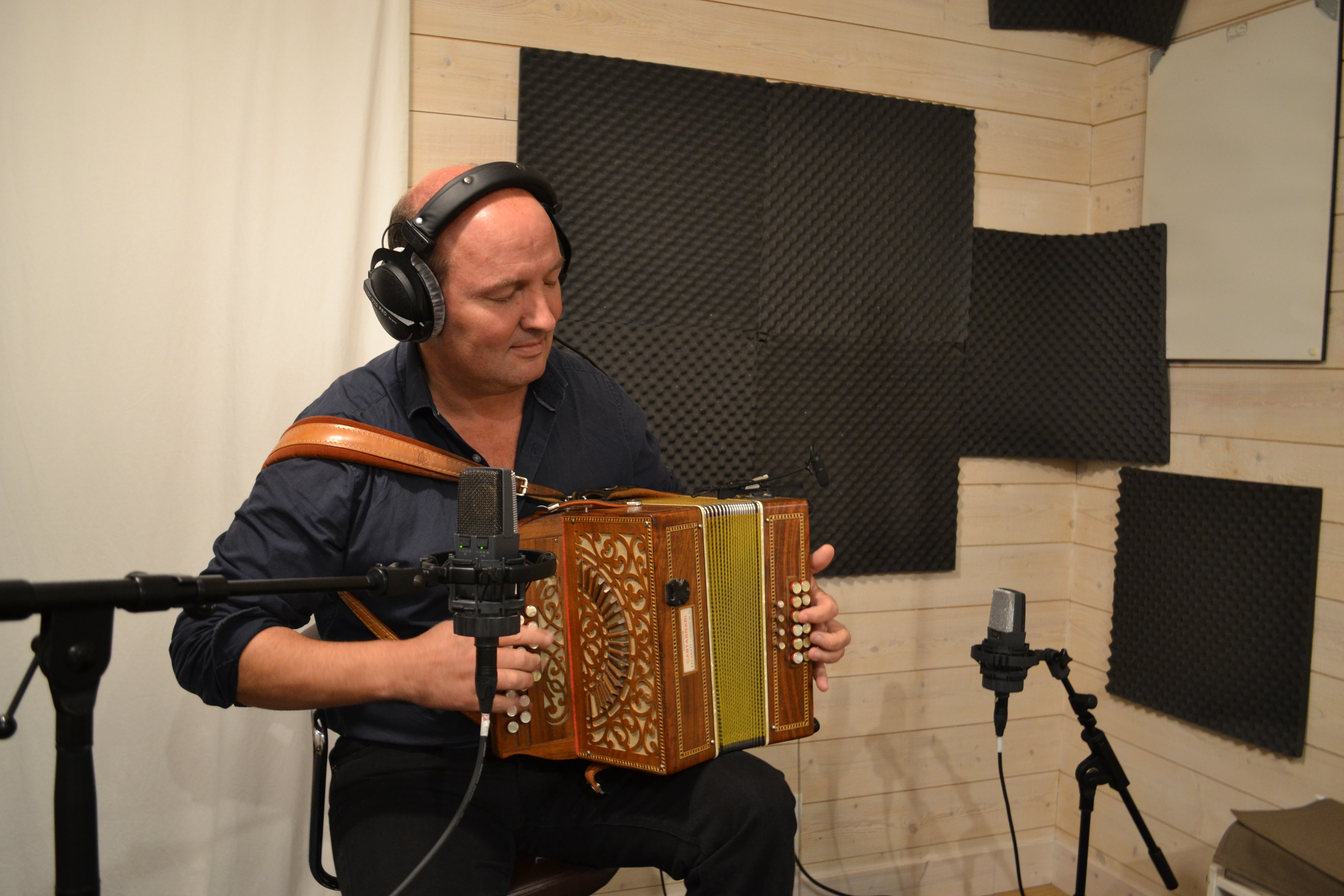
Fred Guichen en studio

Par la suite, avec son frère Jean-Charles, il a exploré d'autres voies pour monter un autre groupe, initialement nommé "Projet X", qui allait finalement accoucher du quartet "Guichen". On y retrouve certes le son énergique d'Ar re Yaouank, avec une volonté cependant de sortir du cadre strict de la musique à danser bretonne pour s'ouvrir à des airs d'inspiration irlandaise ou à des mélodies oniriques. Fred Guichen et son frère composent la majorité des morceaux et s'entourent d'autres musiciens dont Étienne Callac à la basse et le percussionniste David Hopkins pour former un quartet/quintet novateur et dynamisant une nouvelle fois la musique bretonne. En sont issus trois albums, l'album bleu Mémoire vive en 2002, l'album rouge Frères en 2004 (récompensé au Grand prix du disque Produit en Bretagne) et Dreams of Brittany en 2007 (récompensé au grand prix du disque du Télégramme).
En 2008 et 2009, il participe à un enregistrement studio et aux tournées avec Red Cardell. En 2011 c'est en Irlande que Brozher's des Frères Guichen est enregistré par Cairan Byrne avec 2 invités : Stéfan Murphy (The Migthy Stef) et Robbie Harris (Bob Gelgof, Renaud, Rodrigo y Gabriela...). En 2012 on retrouve Fred sur trois titres de l'album Celebration de Dan Ar Braz.
Son nouvel album solo, Le Voyage Astral, sort le 21 octobre 2013. En novembre 2014, pour le festival Yaouank à Rennes, il convie l'Irlandais Donal Lunny et forment un trio inédit avec le flûtiste Sylvain Barou.
En 2015, Fred Guichen créer un nouveau trio avec le guitariste Erwan Moal et le flûtiste Sylvain Barou. Entre 2017 et 2018, l'album Dor An Enez est enregistré, pour une sortie le 18 avril 2018.
13 Avril 2018 : Sortie de l'album Dor An Enez avec la participation des musiciens :  Donal Lunny /Jacques Pellen  /  Sylvain Barou /  Sylvaine Guichen / Erwan Moal / Youenn Roue / Lionel Le Page /  Pierre Muller  /Yann Pelliet 
Dor An Enez lauréat du Prix Musical Produit en Bretagne 2018 (Prix du Jury) 
En 2019 Fred Guichen rejoint la Formation "Denez Teknoz Projekt", création de Denez Prigent avec Antoine Lahay et James Digger, dans la foulée ce nouveau groupe enregistre en live à Rennes au Festival Yaouank l'album " Trans " sorti en 2020
En 2020 enregistrement du clip vidéo " Heure Miroir " réalisé par Servane Lenotte , produit par Fred Guichen
En 2021, création d'un nouveau projet en Duo avec Jean-Pierre Riou du groupe Red Cardell.
En 2024, un accordéon modèle unique signature Fred Guichen est réalisé par le facteur d'accordéons Benoit Le Toumelin : https://www.anchesetsoufflet.fr/blog/actualites-1/clip-de-fred-guichen-15
En 2024 Enregistrement du clip Vidéo " Suite pour Rosalie"  réalisé par  Servane Lenotte , produit par Fred Guichen  

## Style musical

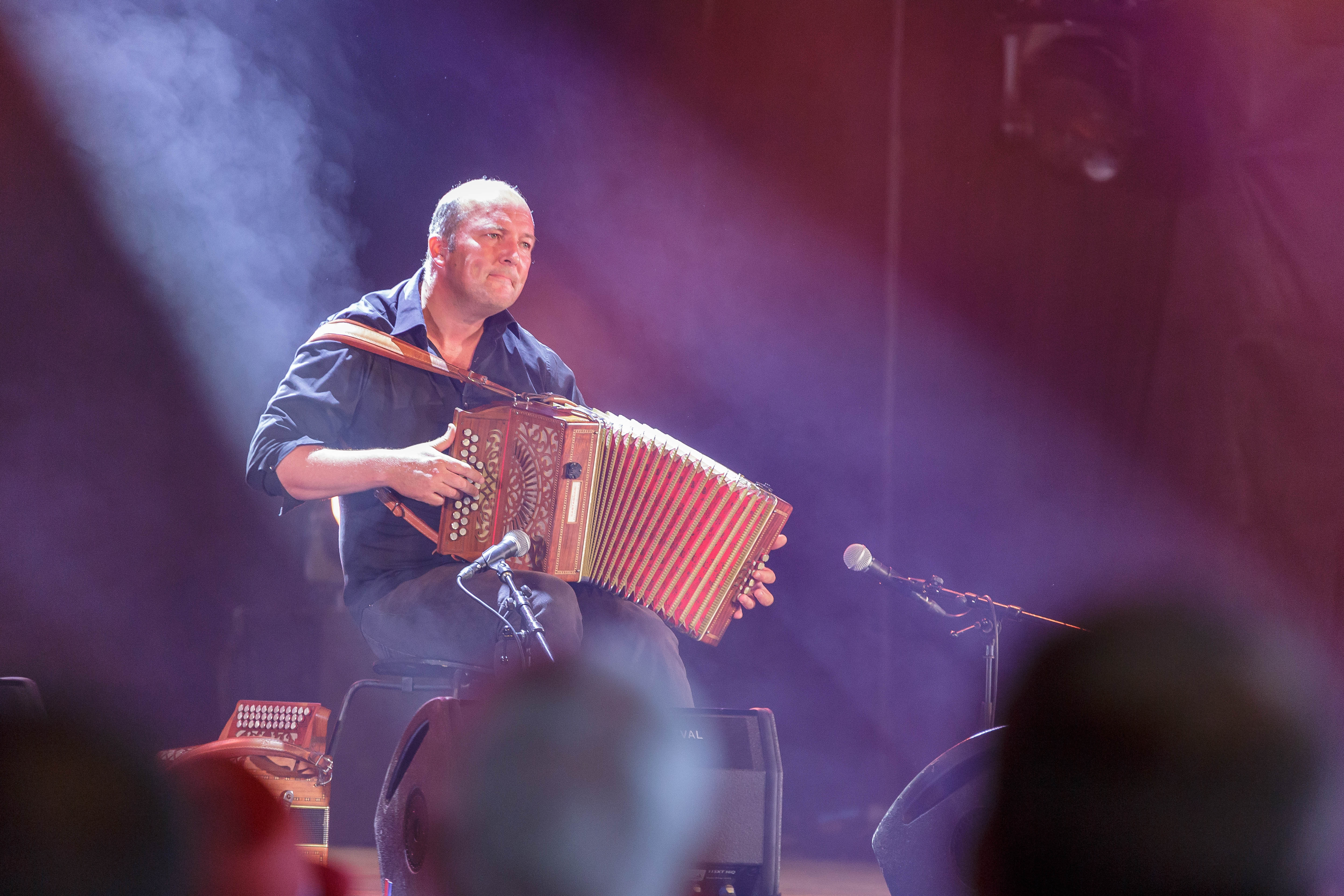
Fred Guichen au Paléo Festival Nyon 2016.

Formé notamment par Remy Martin, il est rapidement devenu l'un des diatonistes les plus en vue de la scène musicale bretonne. Son jeu se distingue notamment par son énergie sur les thèmes bretons et sa grande virtuosité sur les thèmes irlandais, pour aboutir à une musique très dansante.
Il a joué sur les grandes scènes françaises : Bataclan, Élysée Montmartre, Francofolies, Vieilles Charrues (dont le grand concert de reformation d'Ar Re Yaouank en 2011), Olympia (Paris) et Zénith de Paris (en première partie du célèbre groupe de hard rock Trust en 2008). Il a donné des concerts à travers le monde (Karachi, Lahore, Islamabad au Pakistan, Jakarta en Indonésie, Singapour, Angkor au Cambodge, Moncton au Canada, Taipei à Taïwan, Tahiti en Polynésie et Tokyo au Japon).

## Discographie

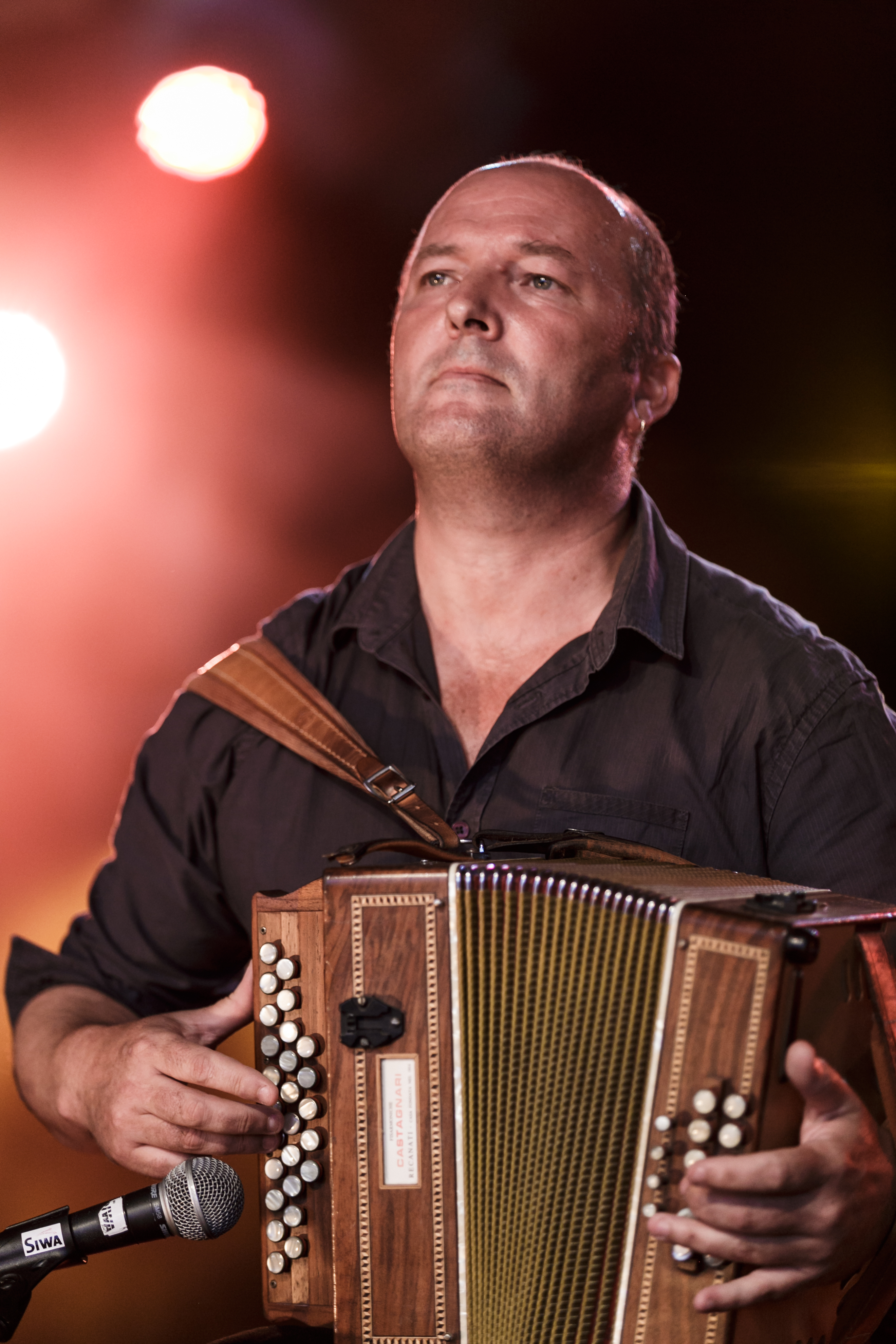
Fred Guichen en 2017

### AvecAr Re Yaouank
- 1989 : Sidwel
- 1992 : Fest-Noz Still Alive (Coop Breizh)
- 1994 : Breizh Positive (Coop Breizh)
- 1996 : Ravine (Coop Breizh)
- 2011 : L'Intégral Ar Re Yaouank (coffret 4 cd Coop Breizh)

### Bran
- 1992 : Christelle

### Album solo
- 1998 : La Lune Noire (Coop Breizh)
- 2013 : Le Voyage Astral (Paker Prod)
- 2018 : Dor An Enez (Paker Prod) Prix Musical Produit en Bretagne 2018

### Avec lesFrères Guichen
- 2002 : Mémoire Vive (Bravo!!! Trad Magazine)
- 2004 : Frères (prix Musique bretonne Produit en Bretagne)
- 2007 : Dreams of Brittany (grand prix du disque du Télégramme et Prix Musical Produit en Bretagne)
- 2011 : Brozher's

### Participations
- 1992 : Pat O'May - Bob Up
- 1998 : Jean-Charles Guichen - Eponyme
- 2000 : Gwenc'hlan - Un peu d'air
- 2000 : Jacques Pellen - Les tombées de la nuit, a Celtic Procession live
- 2000 : Alan Stivell - Back to Breizh
- 2000 : court métrage There it is au Festival du film court de Brest
- 2004 : David Hopkins - Parallel Horizons
- 2008 : Gwennyn - Mammenn
- 2008 : Red Cardell - Le Banquet de Cristal
- 2009 : Red Cardell - La Fête au village (live)
- 2011 : Dj Blue - Miss Blue
- 2011 : Kroazent - Capitale
- 2012 : Dan Ar Braz - Celebration
- 2014 : David Mc Neil - Un lézard en septembre
- 2018 : Denez Prigent - Mil hent - Mille chemins[14]
- 2018 : TiTom - TiTom V
- 2020 : Dan Ar Braz - Dan Ar Dañs
- 2020 : Denez Teknoz Projekt - Trañs[15]
- 2021 : Denez Prigent - Stur An Avel[16]
- 2024 : Red Cardell - Bordel

### Récompenses
- 1989 : Prix Jeunesse Musicale de France Unesco Paris .
- 1990 : 1er prix groupe musicaux au Kan Ar Bobl (Chant du peuple) à Lorient
- 2005 : prix du disque Produit en Bretagne (cat. musique bretonne) avec l'album Frères
- 2008 : grand prix du disque du Télégramme  pour Dreams of Brittany
- 2008 : grand prix du disque Produit en Bretagne pour Dreams of Brittany
- 2018 :  Prix Musical Produit en Bretagne pour Dor An Enez